# Vald

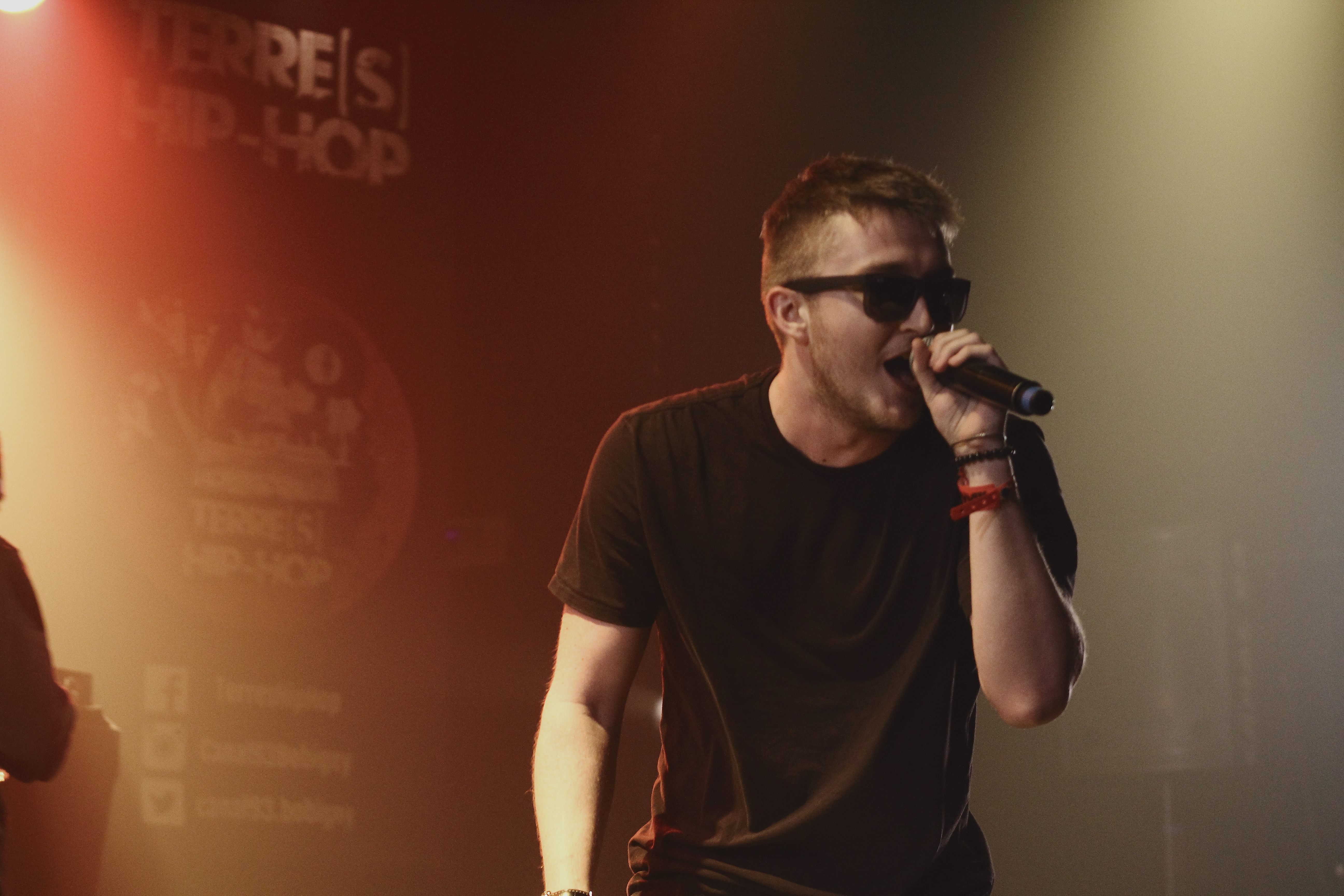
Vald (2015)

Vald (* 15. Juli 1992 in Aulnay-sous-Bois), bürgerlich Valentin Le Du, ist ein französischer Rapper.
Nach zwei Mixtapes und zwei EPs veröffentlichte Le Du am 20. Januar 2017 sein erstes Studioalbum mit dem Titel Agartha. Sein zweites Album, ‘’XEU’’, erschien etwa ein Jahr später am 2. Februar 2018. Am 14. September 2018 veröffentlichte Vald mit NQNT33 sein drittes Album.

## Leben
Valentin Le Du wuchs in der Region Île-de-France in seinem Geburtsort Aulnay-sous-Bois auf. Sein Vater stammt aus der Bretagne. Le Du hat die weiterführende Schule Lycée privée catholique l’Espérance besucht und den naturwissenschaftlichen Zweig mit dem höchsten Schulabschluss, dem Baccaulauréat, abgeschlossen. Bevor er seine professionelle Rapkarriere startete, studierte er ein Semester Medizin, um später eine mathematisch-informatische Ausbildung zu absolvieren und eine Schule für Toningenieurwesen zu besuchen.
Le Du hat einen Sohn namens Charles, der im Jahr 2014 geboren wurde. Er lebt von der Mutter des Sohnes getrennt.

## Karriere
Mit 15 Jahren begann Vald sich für Rap zu interessieren, als er im Internet Titel des haitianisch-französischen Rappers Kery James anhörte. Mit 17 Jahren begann er schließlich, selbst Raptexte zu schreiben. Vald gibt an, nicht stark von Rap geprägt worden zu sein, da er die Musikrichtung erst spät erkannte.
Seine ersten Mixtapes, NQNTMQMQMB (Ni Queue Ni Tête Mais Qui Met Quand Même Bien) und Cours de rattrapage („Nachhilfekurs“) bot er kostenlos auf seiner Webseite zum Download an. Seit 2016 sind sie als Doppel-CD und neu gemischt zu kaufen.
Am 27. Oktober 2014 veröffentlichte Vald seine erste EP mit dem Titel NQNT (Ni Queue Ni Tête) („Weder Schwanz noch Kopf“) auf dem Label des Rappers Tunisiano. Im Juni 2015 veröffentlichte er ein Musikvideo zu seinem Stück Bonjour. Das Video verdeutlicht Valds Neigung zu Kuriosem und Absurdem und erreicht schnell Aufrufzahlen über einer Million. Das Stück Bonjour erscheint schließlich auf seiner zweiten EP NQNT 2, die in der Erscheinungswoche die Spitzenposition verkaufter Platten erreicht.
Am 20. Januar 2017 erschien sein erstes Studioalbum mit dem Namen Agartha. Sechs Titel, Eurotrap, Megadose, Kid Cudi, Ma meilleure amie, Vitrine und Si j’arrêtais erschienen im Voraus oder nach Veröffentlichung als Single.
Am 2. Februar 2018 veröffentlichte Vald sein zweites Studioalbum mit dem Titel XEU. Es besteht aus 17 Titel und enthält Features der Rapper Sirius, Suik’on Blaz AD und Sofiane.
Sein drittes Album, NQNT33, erschien am 14. September 2018. Im September 2019 kündigte Vald sein viertes Studioalbum, das am 11. Oktober unter dem Titel Ce monde es cruel erschienen ist. Bereits vorher erschien die Single Journal Perso II.

## Diskografie

### Studioalben
| Jahr | Titel Musiklabel                                         | Höchstplatzierung, Gesamtwochen, AuszeichnungChartplatzierungen (Jahr, Titel, Musiklabel, Platzierungen, Wochen, Auszeichnungen, Anmerkungen) | Höchstplatzierung, Gesamtwochen, AuszeichnungChartplatzierungen (Jahr, Titel, Musiklabel, Platzierungen, Wochen, Auszeichnungen, Anmerkungen) | Höchstplatzierung, Gesamtwochen, AuszeichnungChartplatzierungen (Jahr, Titel, Musiklabel, Platzierungen, Wochen, Auszeichnungen, Anmerkungen) | Anmerkungen                                                 | [↑]: gemeinsam behandelt mit vorhergehendem Eintrag; [←]: in beiden Charts platziert |
| Jahr | Titel Musiklabel                                         | FR | BEW | CH | Anmerkungen                                                 |                                                                                      |
| ---- | -------------------------------------------------------- | --- | --- | --- | ----------------------------------------------------------- | ------------------------------------------------------------------------------------ |
| 2017 | Agartha Mezoued Records / Capitol Records                | FR2 ×2Doppelplatin · (101 Wo.)FR | BEW6 (109 Wo.)BEW | CH15 (3 Wo.)CH | Erstveröffentlichung: 20. Januar 2017                       |                                                                                      |
| 2018 | Xeu Mezoued Records / Capitol Records                    | FR1 ×3Dreifachplatin · (118 Wo.)FR | BEW1 (143 Wo.)BEW | CH4 (5 Wo.)CH | Erstveröffentlichung: 2. Februar 2018                       |                                                                                      |
| 2018 | NQNT33 Mezoued Records / Capitol Records                 | FR8 (25 Wo.)FR | BEW10 (15 Wo.)BEW | — | Erstveröffentlichung: 14. September 2018                    |                                                                                      |
| 2019 | Ce monde est cruel Mezoued Records / Capitol Records     | FR1 ×2Doppelplatin · (92 Wo.)FR | BEW1 (64 Wo.)BEW | CH3 (6 Wo.)CH | Erstveröffentlichung: 11. Oktober 2019                      |                                                                                      |
| 2020 | Horizon vertical Allpoints / Echelon Records             | FR20 (20 Wo.)FR | BEW20 (16 Wo.)BEW | CH71 (2 Wo.)CH | Erstveröffentlichung: 18. Dezember 2020 mit Heuss l’Enfoiré |                                                                                      |
| 2021 | Echelon vol. 2 Echelon Records / Sony Music              | FR43 (2 Wo.)FR | — | — | Erstveröffentlichung: 23. April 2021                        |                                                                                      |
| 2022 | V Echelon Records / Sony Music                           | FR1 ×2Doppelplatin · (93 Wo.)FR | BEW1 (49 Wo.)BEW | CH1 (8 Wo.)CH | Erstveröffentlichung: 4. Februar 2022                       |                                                                                      |
| 2022 | VV5 Echelon Records / Sony Music[FR: ↑]                  | FR1 ×2Doppelplatin · (93 Wo.)FR | BEW17 (9 Wo.)BEW | CH48 (1 Wo.)CH | Erstveröffentlichung: 16. Dezember 2022                     |                                                                                      |
| 2025 | Pandemonium Echelon Records / Sony Music                 | FR1 Gold · (… Wo.)FR | BEW2 (17 Wo.)BEW | CH6 (4 Wo.)CH | Erstveröffentlichung: 28. März 2025                         |                                                                                      |
| 2025 | Pandemonium Reloaded Echelon Records / Sony Music[FR: ↑] | FR1 Gold · (… Wo.)FR | BEW18 (3 Wo.)BEW | CH22 (1 Wo.)CH | Erstveröffentlichung: 23. Mai 2025                          |                                                                                      |

### Mixtapes
- 2012: NQNTMQMQMB (Ni Queue Ni Tête Mais Qui Met Quand Même Bien)
- 2012: Cours de rattrapage

### EPs
| Jahr | Titel                   | Höchstplatzierung, Gesamtwochen, AuszeichnungChartplatzierungen (Jahr, Titel, Platzierungen, Wochen, Auszeichnungen, Anmerkungen) | Höchstplatzierung, Gesamtwochen, AuszeichnungChartplatzierungen (Jahr, Titel, Platzierungen, Wochen, Auszeichnungen, Anmerkungen) | Höchstplatzierung, Gesamtwochen, AuszeichnungChartplatzierungen (Jahr, Titel, Platzierungen, Wochen, Auszeichnungen, Anmerkungen) | Anmerkungen                            |
| Jahr | Titel                   | FR | BEW | CH | Anmerkungen                            |
| ---- | ----------------------- | --- | --- | --- | -------------------------------------- |
| 2014 | NQNT (Ni Queue Ni Tête) | FR66 (4 Wo.)FR | BEW139 (1 Wo.)BEW | — | Erstveröffentlichung: 27. Oktober 2014 |
| 2015 | NQNT2                   | FR11 (8 Wo.)FR | BEW24 (4 Wo.)BEW | — | Erstveröffentlichung: 29. Juni 2015    |

### Singles als Leadmusiker
| Jahr | Titel Album                                | Höchstplatzierung, Gesamtwochen, AuszeichnungChartplatzierungen (Jahr, Titel, Album, Platzierungen, Wochen, Auszeichnungen, Anmerkungen) | Höchstplatzierung, Gesamtwochen, AuszeichnungChartplatzierungen (Jahr, Titel, Album, Platzierungen, Wochen, Auszeichnungen, Anmerkungen) | Höchstplatzierung, Gesamtwochen, AuszeichnungChartplatzierungen (Jahr, Titel, Album, Platzierungen, Wochen, Auszeichnungen, Anmerkungen) | Anmerkungen                                                           |
| Jahr | Titel Album                                | FR | BEW | CH | Anmerkungen                                                           |
| --- | ------------------------------------------ | --- | --- | --- | --------------------------------------------------------------------- |
| 2016 | Eurotrap Agartha                           | FR118 Gold · (1 Wo.)FR | — | — | Erstveröffentlichung: 21. Oktober 2016                                |
| 2017 | Ma meilleure amie Agartha                  | FR49 Diamant · (16 Wo.)FR | — | — | Erstveröffentlichung: 9. Februar 2017                                 |
| 2017 | Vitrine Agartha                            | FR71 Diamant · (20 Wo.)FR | — | — | Erstveröffentlichung: 3. April 2017 feat. Damso                       |
| 2017 | Trophée XEU                                | FR37 Gold · (10 Wo.)FR | — | — | Erstveröffentlichung: 9. September 2017                               |
| 2018 | Désaccordé XEU                             | FR1 Diamant · (52 Wo.)FR | BEW9 Gold · (19 Wo.)BEW | CH75 (1 Wo.)CH | Erstveröffentlichung: 5. Januar 2018                                  |
| 2018 | Dragon XEU                                 | FR4 Platin · (16 Wo.)FR | — | — | Erstveröffentlichung: 2018 feat. Sofiane                              |
| 2018 | Gris XEU                                   | FR10 Gold · (14 Wo.)FR | — | — | Erstveröffentlichung: 2018                                            |
| 2018 | Rituel XEU                                 | FR30 (4 Wo.)FR | — | — | Erstveröffentlichung: 2018 feat. Sirius                               |
| 2018 | Iencli 93 Empire                           | FR11 (7 Wo.)FR | — | — | Erstveröffentlichung: 4. Oktober 2018 mit Sofiane                     |
| 2019 | Élévation –                                | FR64 (9 Wo.)FR | — | — | Erstveröffentlichung: 14. Juni 2019 mit Vladimir Cauchemar            |
| 2019 | Journal perso II Ce monde est cruel        | FR4 Diamant · (20 Wo.)FR | BEW45 (1 Wo.)BEW | CH91 (1 Wo.)CH | Erstveröffentlichung: 12. September 2019                              |
| 2020 | Guccissima Horizon vertical                | FR27 (7 Wo.)FR | — | — | Erstveröffentlichung: 3. Dezember 2020 mit Heuss l’Enfoiré            |
| 2020 | Matrixé Horizon vertical                   | FR33 (7 Wo.)FR | — | — | Erstveröffentlichung: 3. Dezember 2020 mit Heuss l’Enfoiré            |
| 2021 | Echelon 2 –                                | FR65 (2 Wo.)FR | — | — | Erstveröffentlichung: 23. April 2021                                  |
| 2021 | Footballeur –                              | FR31 (3 Wo.)FR | — | — | Erstveröffentlichung: 28. Mai 2021                                    |
| 2022 | Anunnaki V                                 | FR4 Platin · (18 Wo.)FR | BEW37 (2 Wo.)BEW | CH66 (2 Wo.)CH | Erstveröffentlichung: 7. Januar 2022                                  |
| 2025 | Gauche droite Pandemonium                  | FR25 (… Wo.)FR | — | — | Erstveröffentlichung: 28. Februar 2025                                |
| 2025 | Regulation Reloaded –                      | FR26 (4 Wo.)FR | — | — | Erstveröffentlichung: 2. Mai 2025 feat. Vladimir Cauchemar & Todiefor |
| Folgende Lieder erschienen nicht als Single, wurden aber durch das Album zum Download und Streaming bereitgestellt und konnten somit eine Platzierung erlangen: |                                            | | | |                                                                       |
| |                                            | | | |                                                                       |
| 2017 | Je t’aime Agartha                          | FR171 Gold · (1 Wo.)FR | — | — |                                                                       |
| 2018 | Primitif XEU                               | FR5 Gold · (6 Wo.)FR | — | — |                                                                       |
| 2018 | Seum XEU                                   | FR13 (4 Wo.)FR | — | — |                                                                       |
| 2018 | Dqtp XEU                                   | FR24 (3 Wo.)FR | — | — |                                                                       |
| 2018 | Possédé XEU                                | FR9 Gold · (7 Wo.)FR | — | — |                                                                       |
| 2018 | Chépakichui XEU                            | FR20 (3 Wo.)FR | — | — |                                                                       |
| 2018 | Résidus XEU                                | FR12 Gold · (5 Wo.)FR | — | — |                                                                       |
| 2018 | J’entertain XEU                            | FR31 (3 Wo.)FR | — | — |                                                                       |
| 2018 | Réflexions basses XEU                      | FR21 Gold · (4 Wo.)FR | — | — |                                                                       |
| 2018 | Ne me déteste pas XEU                      | FR48 (2 Wo.)FR | — | — |                                                                       |
| 2018 | Rocking Chair XEU                          | FR32 (3 Wo.)FR | — | — |                                                                       |
| 2018 | Deviens génial XEU                         | FR26 Gold · (4 Wo.)FR | — | — |                                                                       |
| 2018 | Offshore XEU                               | FR15 Gold · (5 Wo.)FR | — | — | feat. Suikon Blaz AD                                                  |
| 2018 | Mana NQNT33                                | FR63 (2 Wo.)FR | — | — |                                                                       |
| 2018 | Non Stop NQNT33                            | FR54 (2 Wo.)FR | — | — |                                                                       |
| 2018 | Rhumance NQNT33                            | FR114 (1 Wo.)FR | — | — |                                                                       |
| 2018 | Foie gras NQNT33                           | FR112 (1 Wo.)FR | — | — |                                                                       |
| 2018 | Baby Squirt NQNT33                         | FR186 (1 Wo.)FR | — | — |                                                                       |
| 2018 | Berflam NQNT33                             | FR107 (1 Wo.)FR | — | — |                                                                       |
| 2018 | MacDo NQNT33                               | FR199 (1 Wo.)FR | — | — |                                                                       |
| 2018 | Rechute NQNT33                             | FR122 Gold · (1 Wo.)FR | — | — |                                                                       |
| 2018 | No Tube Zone NQNT33                        | FR139 (1 Wo.)FR | — | — |                                                                       |
| 2018 | YAX3 NQNT33                                | FR76 (1 Wo.)FR | — | — |                                                                       |
| 2018 | Vlad NQNT33                                | FR173 (1 Wo.)FR | — | — |                                                                       |
| 2018 | Valise Game Over                           | FR66 (5 Wo.)FR | — | — | mit Hornet La Frappe                                                  |
| 2019 | Dernier retrait Ce monde est cruel         | FR5 Gold · (6 Wo.)FR | — | CH93 (1 Wo.)CH | Charteinstieg: 18. Oktober 2019 feat. Sch                             |
| 2019 | Ce monde est cruel                         | FR9 Gold · (7 Wo.)FR | — | — | Charteinstieg: 18. Oktober 2019                                       |
| 2019 | Halloween Ce monde est cruel               | FR10 (4 Wo.)FR | — | — | Charteinstieg: 18. Oktober 2019                                       |
| 2019 | Nqntmqmqmb Ce monde est cruel              | FR11 (3 Wo.)FR | — | — | Charteinstieg: 18. Oktober 2019 feat. Suikon                          |
| 2019 | Ignorant Ce monde est cruel                | FR13 Gold · (6 Wo.)FR | — | — | Charteinstieg: 18. Oktober 2019                                       |
| 2019 | Keskivonfer Ce monde est cruel             | FR14 (4 Wo.)FR | — | — | Charteinstieg: 18. Oktober 2019                                       |
| 2019 | Poches pleines Ce monde est cruel          | FR16 (3 Wo.)FR | — | — | Charteinstieg: 18. Oktober 2019                                       |
| 2019 | ASB Ce monde est cruel                     | FR18 (3 Wo.)FR | — | — | Charteinstieg: 18. Oktober 2019 feat. Maes                            |
| 2019 | Pensionman Ce monde est cruel              | FR19 (3 Wo.)FR | — | — | Charteinstieg: 18. Oktober 2019                                       |
| 2019 | No Friends Ce monde est cruel              | FR26 (4 Wo.)FR | — | — | Charteinstieg: 18. Oktober 2019                                       |
| 2019 | Ma Star Ce monde est cruel                 | FR27 (3 Wo.)FR | — | — | Charteinstieg: 18. Oktober 2019                                       |
| 2019 | J’pourrai Ce monde est cruel               | FR28 (4 Wo.)FR | — | — | Charteinstieg: 18. Oktober 2019                                       |
| 2019 | Pourquoi Ce monde est cruel                | FR31 (3 Wo.)FR | — | — | Charteinstieg: 18. Oktober 2019                                       |
| 2019 | Royal Bacon Ce monde est cruel             | FR36 (2 Wo.)FR | — | — | Charteinstieg: 18. Oktober 2019                                       |
| 2019 | Rappel Ce monde est cruel                  | FR38 Gold · (3 Wo.)FR | — | — | Charteinstieg: 18. Oktober 2019                                       |
| 2020 | Gotaga Echelon vol. 2                      | FR6 Gold · (7 Wo.)FR | BEW43 (1 Wo.)BEW | — | Charteinstieg: 28. November 2020                                      |
| 2020 | C’est pas nous les méchants Echelon vol. 2 | FR131 (1 Wo.)FR | — | — | Charteinstieg: 27. November 2020                                      |
| 2020 | Canada Horizon vertical                    | FR16 Gold · (9 Wo.)FR | — | — | Charteinstieg: 25. Dezember 2020 mit Heuss l’Enfoiré                  |
| 2020 | Mauvais Horizon vertical                   | FR71 (2 Wo.)FR | — | — | Charteinstieg: 25. Dezember 2020 mit Heuss l’Enfoiré                  |
| 2020 | Mélange Horizon vertical                   | FR78 (1 Wo.)FR | — | — | Charteinstieg: 25. Dezember 2020 mit Heuss l’Enfoiré                  |
| 2020 | Royal Cheese Horizon vertical              | FR85 (2 Wo.)FR | — | — | Charteinstieg: 25. Dezember 2020 mit Heuss l’Enfoiré                  |
| 2020 | Horizon vertical                           | FR88 (1 Wo.)FR | — | — | Charteinstieg: 25. Dezember 2020 mit Heuss l’Enfoiré                  |
| 2020 | 1992 Horizon vertical                      | FR120 (1 Wo.)FR | — | — | Charteinstieg: 25. Dezember 2020 mit Heuss l’Enfoiré                  |
| 2020 | Diviser pour mieux régner Horizon vertical | FR127 (1 Wo.)FR | — | — | Charteinstieg: 25. Dezember 2020 mit Heuss l’Enfoiré                  |
| 2020 | VHR Horizon vertical                       | FR140 (1 Wo.)FR | — | — | Charteinstieg: 25. Dezember 2020 mit Heuss l’Enfoiré                  |
| 2020 | 2014 Horizon vertical                      | FR163 (1 Wo.)FR | — | — | Charteinstieg: 25. Dezember 2020 mit Heuss l’Enfoiré                  |
| 2020 | Adios Horizon vertical                     | FR167 (1 Wo.)FR | — | — | Charteinstieg: 25. Dezember 2020 mit Heuss l’Enfoiré                  |
| 2022 | Peon V                                     | FR1 Gold · (14 Wo.)FR | BEW33 (1 Wo.)BEW | CH67 (1 Wo.)CH | Charteinstieg: 11. Februar 2022 feat. Orelsan                         |
| 2022 | Maudit V                                   | FR5 (4 Wo.)FR | — | — | Charteinstieg: 11. Februar 2022 feat. Hamza                           |
| 2022 | La faux le fer V                           | FR6 (4 Wo.)FR | — | — | Charteinstieg: 11. Februar 2022                                       |
| 2022 | Pandémie V                                 | FR7 (4 Wo.)FR | — | CH94 (1 Wo.)CH | Charteinstieg: 11. Februar 2022                                       |
| 2022 | Papoose V                                  | FR9 (4 Wo.)FR | — | — | Charteinstieg: 11. Februar 2022                                       |
| 2022 | Sur un nouvel album V                      | FR10 (3 Wo.)FR | — | — | Charteinstieg: 11. Februar 2022                                       |
| 2022 | Un mot V                                   | FR11 (3 Wo.)FR | — | — | Charteinstieg: 11. Februar 2022                                       |
| 2022 | Regarde toi V                              | FR13 (4 Wo.)FR | — | — | Charteinstieg: 11. Februar 2022                                       |
| 2022 | Rappeur conscient V                        | FR15 (3 Wo.)FR | — | — | Charteinstieg: 11. Februar 2022                                       |
| 2022 | Je ressens rien V                          | FR19 (3 Wo.)FR | — | — | Charteinstieg: 11. Februar 2022                                       |
| 2022 | Happy End V                                | FR22 (4 Wo.)FR | — | — | Charteinstieg: 11. Februar 2022 feat. Suikon Blaz AD                  |
| 2022 | Laisse tomber V                            | FR23 (3 Wo.)FR | — | — | Charteinstieg: 11. Februar 2022                                       |
| 2022 | Bien sûr V                                 | FR24 (3 Wo.)FR | — | — | Charteinstieg: 11. Februar 2022                                       |
| 2022 | Pas deux fois V                            | FR27 (3 Wo.)FR | — | — | Charteinstieg: 11. Februar 2022                                       |
| 2022 | Qui écoute? V                              | FR30 (2 Wo.)FR | — | — | Charteinstieg: 11. Februar 2022                                       |
| 2022 | Satan 3 VV5                                | FR77 (1 Wo.)FR | — | — | Charteinstieg: 23. Dezember 2022                                      |
| 2022 | Forfait VV5                                | FR142 (1 Wo.)FR | — | — | Charteinstieg: 23. Dezember 2022                                      |
| 2022 | Show VV5                                   | FR157 (1 Wo.)FR | — | — | Charteinstieg: 23. Dezember 2022                                      |
| 2022 | Ruff Ryderz VV5                            | FR180 (1 Wo.)FR | — | — | Charteinstieg: 23. Dezember 2022                                      |
| 2022 | Bad VV5                                    | FR195 (1 Wo.)FR | — | — | Charteinstieg: 23. Dezember 2022                                      |
| 2022 | Dieu merci Pandemonium                     | FR24 (2 Wo.)FR | — | — | Charteinstieg: 4. April 2025                                          |
| 2022 | Regulation Pandemonium                     | FR34 (2 Wo.)FR | — | — | Charteinstieg: 4. April 2025                                          |
| 2022 | Lethargie Pandemonium                      | FR43 (2 Wo.)FR | — | — | Charteinstieg: 4. April 2025                                          |
| 2022 | Roche noire Pandemonium                    | FR47 (1 Wo.)FR | — | — | Charteinstieg: 4. April 2025                                          |
| 2022 | Pandemonium                                | FR49 (1 Wo.)FR | — | — | Charteinstieg: 4. April 2025                                          |
| 2022 | Fumee Pandemonium                          | FR53 (1 Wo.)FR | — | — | Charteinstieg: 4. April 2025                                          |
| 2022 | Flpvcof Pandemonium                        | FR55 (1 Wo.)FR | — | — | Charteinstieg: 4. April 2025                                          |
| 2022 | Darknet Pandemonium                        | FR56 (1 Wo.)FR | — | — | Charteinstieg: 4. April 2025                                          |
| 2022 | Prozaczopixan Pandemonium                  | FR58 (2 Wo.)FR | — | — | Charteinstieg: 4. April 2025                                          |
| 2022 | Superman Pandemonium                       | FR63 (1 Wo.)FR | — | — | Charteinstieg: 4. April 2025                                          |
| 2022 | Que des problemes Pandemonium              | FR64 (1 Wo.)FR | — | — | Charteinstieg: 4. April 2025                                          |
| 2022 | Ufov Pandemonium                           | FR75 (1 Wo.)FR | — | — | Charteinstieg: 4. April 2025                                          |
| 2022 | 93 Milliards Pandemonium                   | FR87 (1 Wo.)FR | — | — | Charteinstieg: 4. April 2025                                          |
| 2022 | Interlude Pandemonium                      | FR92 (1 Wo.)FR | — | — | Charteinstieg: 4. April 2025                                          |
| 2022 | Paradis perdu Pandemonium                  | FR98 (1 Wo.)FR | — | — | Charteinstieg: 4. April 2025                                          |
| 2022 | Les echappes Pandemonium                   | FR102 (1 Wo.)FR | — | — | Charteinstieg: 4. April 2025                                          |

Weitere Singles
- 2016: Megadose (FR: Gold)
- 2017: Kid Cudi
- 2017: Si j’arrêtais (FR: Gold)
- 2017: Strip (FR: Gold)

### Singles als Gastmusiker
| Jahr | Titel Album                         | Höchstplatzierung, Gesamtwochen, AuszeichnungChartplatzierungen (Jahr, Titel, Album, Platzierungen, Wochen, Auszeichnungen, Anmerkungen) | Höchstplatzierung, Gesamtwochen, AuszeichnungChartplatzierungen (Jahr, Titel, Album, Platzierungen, Wochen, Auszeichnungen, Anmerkungen) | Höchstplatzierung, Gesamtwochen, AuszeichnungChartplatzierungen (Jahr, Titel, Album, Platzierungen, Wochen, Auszeichnungen, Anmerkungen) | Anmerkungen |
| Jahr | Titel Album                         | FR | BEW | CH | Anmerkungen |
| --- | ----------------------------------- | --- | --- | --- | --- |
| 2018 | Woah 93 Empire                      | FR7 Platin · (19 Wo.)FR | — | — | Erstveröffentlichung: 27. Juli 2018 Sofiane feat. Vald, Mac Tyer, Soolking, Kalash Criminel, Sadek & Heuss L’Enfoiré |
| 2018 | L’addition En esprit                | FR84 Gold · (7 Wo.)FR | — | — | Erstveröffentlichung: 12. Oktober 2018 Heuss L’Enfoiré feat. Vald                                                    |
| 2018 | Qui dit mieux Enfant lune           | FR24 (5 Wo.)FR | — | — | Erstveröffentlichung: 10. November 2018 Gringe feat. Orelsan, Vald & Suikon Blaz AD                                  |
| 2019 | Bitch Fame                          | FR10 Diamant · (36 Wo.)FR | — | — | Erstveröffentlichung: 10. Juli 2019 Lefa feat. Vald                                                                  |
| 2021 | Jusqu’à la fin Je vois les couleurs | FR130 (2 Wo.)FR | — | — | Erstveröffentlichung: 26. Februar 2021 7 Jaws feat. Vald                                                             |
| Folgende Lieder erschienen nicht als Single, wurden aber durch das Album zum Download und Streaming bereitgestellt und konnten somit eine Platzierung erlangen: |                                     | | | | |
| |                                     | | | | |
| 2018 | Bizarre Rien à branler              | FR4 Platin · (19 Wo.)FR | — | — | Lorenzo feat. Vald                                                                                                   |
| 2018 | Delorean Mutant                     | FR174 (1 Wo.)FR | — | — | Erstveröffentlichung: 2018 Rim'k feat. Vald                                                                          |
| 2018 | Un jour de plus La fosse aux lions  | FR124 (1 Wo.)FR | — | — | Erstveröffentlichung: 2018 Kalash Criminel feat. Vald                                                                |
| 2019 | J’suis loin Rien 100 Rien           | FR31 (3 Wo.)FR | — | — | Charteinstieg: 14. Juni 2019 Jul feat. Vald                                                                          |
| 2020 | Pour eux Carré VIP                  | FR90 (1 Wo.)FR | — | — | Charteinstieg: 6. März 2020 Naps feat. Vald                                                                          |
| 2020 | Pas de reine Détail                 | FR5 Gold · (6 Wo.)FR | — | CH75 (1 Wo.)CH | Charteinstieg: 1. November 2020 Koba LaD feat. Vald                                                                  |
| 2021 | Alliance Aimons-Nous Vivants        | FR53 (2 Wo.)FR | — | — | Charteinstieg: 10. April 2021 Sadek feat. Vald                                                                       |
| 2022 | Fan Les autres c’est nous           | FR51 (2 Wo.)FR | — | — | Charteinstieg: 25. Juni 2022 Bigflo & Oli feat. Vald                                                                 |